# Arrio Constante Esperatiano
Arrio Constante Esperatiano (en latín, Arrius Constanse Speratianus) fue un caballero romano del siglo II, que realizó su tertia militia en la guarnición romana de Hispania.

## Carrera
Como miembro del orden ecuestre, Arrio Constante debió comenzar su cursus honorum con una prefectura de cohorte como prima militia y con un tribunado angusticlavio en una legión como secunda militia, pero desconocemos estos dos primeros pasos de su carrera; lo que sí conocemos es su tertia militia, que desempeñó como prefecto de ala en el Ala II Flavia Hispanorum civium Romanorum en su campamento de Petavonium (Rosinos de Vidriales, Zamora, España) en la provincia Tarraconense.
En ese castellum erigió una inscripción honoraria dedicada a la diosa Diana Augusta, diosa de la caza, como agradecimiento a las partidas de caza que debió realizar en el entorno de Petavonium.
No se conoce nada ni de su carrera ni de su vida.